# معدل العدوى
معدل العدوى (أو معدل الإصابة) هو احتمال أو خطر حدوث عدوى في عدد من السكان. يتم استخدامه لقياس تواتر حدوث حالات جديدة من العدوى في عدد من السكان خلال فترة زمنية محددة.
{\displaystyle {\text{rate of infection}}=K\times {\frac {\text{the number of infections}}{\text{the number of those in a population that are at risk of infection}}}}
عدد العدوى يساوي عدد الحالات التي تتم ملاحظتها خلال الدراسة أو التعرف عليها. على سبيل المثال فإن العدوى بفيروس نقص المناعة المكتسبة خلال فترة زمنية معينة في عدد معين من السكان. السكان في خطر هم الحالات التي تظهر في السكان خلال نفس الفترة الزمنية. مثال لذلك هو كل الناس في مدينة خلال فترة زمنية معينة. الثابت أو ك يتم تعيينه بقيمة 100 ليمثل النسبة المئوية. المثال سيكون إيجاد النسبة المئوية من الناس في مدينة والمصابين بفيروس نقص المناعة المكتسبة: 6000 حالة في شهر مارس مقسومين على عدد سكان المدينة (مليون على سبيل المثال) مضروبا في الثابت ك مما يُعطي معدل عدوى 0.6%. قياس معدل العدوي يُستخدم لتحليل طرق العدوى وطرق الوقاية منها أيضا.
تم تطوير آلة حاسبة لقياس معدل العدوى على الإنترنت بواسطة مركز التحكم في العدوى والوقاية مما يسمح بتحديد نسبة الإصابة بالبكتريا العقدية في عدد معين من السكان.

## التطبيقات العملية
مرافق الرعاية الصحية تتبع معدلات الإصابة بشكل روتيني وفقا للمبادئ التوجيهية الصادرة عن اللجنة المشتركة. البلاغات العامة عن هذه البيانات هو جهد من قبل وزارة الصحة والخدمات البشرية.
من أجل مقارنات مجدية بين معدلات العدوى يجب أن يكون السكان مشابهين جدا في اثنين أو أكثر من التقييمات. غير أن هناك مشكلة في أنها لا تعكس الاختلافات في خطورة الإصابة بين السكان

## روابط خارجية
- The Society for Healthcare Epidemiology of America epidemiologists or physicians in infection control.
- Association for Professionals in Infection Control and Epidemiology infection prevention and control professionals.
- The Certification Board of Infection Control and Epidemiology, Inc.